# Kibosho Kirima
Kibosho Kirima (auch Kirima) ist ein Verwaltungsbezirk (Ward) des Distrikts Moshi in der tansanischen Region Kilimandscharo.

## Geografie
Kibosho Kirima liegt im Nordosten von Tansania nördlich der Regionshauptstadt Moshi. Der schmale Bezirk am Südhang des Kilimandscharo erstreckt sich von knapp 1000 Höhenmetern im Süden bis auf 1300 Höhenmetern im Norden. Die Grenze im Südosten bildet der Fluss Pangani.
Der Bezirk grenzt im Nordosten an Kibosho Mashariki, im Osten an Uru Kusini, im Südosten an Longuo B, im Südwesten und Westen an Kindi und im Nordwesten an Kibosho Okaoni und Kibosho Kati. Bei der Volkszählung 2022 lebten 11.192 Menschen in 2834 Haushalten auf einer Fläche von 12,6 Quadratkilometern.

## Gliederung
Der Bezirk besteht aus drei Gemeinden (Mtaa) mit elf Orten (Kitongoji):
| Kirima Juu - Isiye Kaskazini - Isiye Kusini - Karanga Kusini - Karanga Kaskazini | Kirima Kati - Kidachini - Ngirini - Masoka | Boro - Boro Chini - Boro Juu - Boro Kati - Sangiti |

## Wirtschaft und Infrastruktur
- Bildung: Die Kirima Secondary School ist eine staatliche weiterführende Schule.[8]